# 조수연 (희극인)
조수연(1991년 9월 2일 ~ )은 대한민국의 개그우먼이다.

## 학력
- 삼현여자중학교
- 진양고등학교
- 인덕대학교 방송연예과

## 출연 작품
- 《개그콘서트》(KBS2)

〈나쁜사람〉
〈월드 워 좀비〉
〈견뎌〉
〈엔젤스〉
〈좀비 프로젝트〉
〈두근두근〉
〈안 생겨요〉
〈시청률의 제왕〉
〈놈놈놈〉
〈편하게 있어〉
〈후궁뎐;꽃들의 전쟁〉후궁 역
〈선배, 선배!〉꼬미 역
〈10년 후〉
〈핵존심〉
〈나는 킬러다〉
〈라스트 헬스보이〉
〈민상토론〉
〈리액션 야구단〉
〈HER (허ㄹ)〉고준희 역
〈아재씨〉
〈왜딩〉
〈클라이 막장〉작가 역
〈게놈 프로젝트〉
〈급식왕〉데프콘 역
- 《新 대동여지도》 (채널A)
- 《1박2일 시즌4》 (KBS2)

### 공연
- 2015년 관객과의 전쟁, 쇼미더퍼니

### 라디오
- 2019년 경인방송 《조수연의 뿜뿜라디오》

### 드라마
- 2020년 KBS2 《좀비탐정》 - 단식원 여성 역 (특별출연)

### 영화
- 2021년 《그대 이름은 장미》 - 어린 강자 역

## 유행어
- 요미 요미 귀요미! (선배, 선배)
- 데프콘 닮은 여자, 어때요? (데프콘 어때요)

## 수상 목록
- 2023년 KBS 연예대상 베스트 아이디어상